# Bataille du lac Vadimon (283 av. J.-C.)
Ne doit pas être confondu avec Bataille du lac Vadimon (310 av. J.-C.).
Conquête romaine de l'Étrurie
Batailles
- Rome (404 av. J.-C.)
- Melpum (396 av. J.-C.)
- Allia (390 av. J.-C.)
- Rome (396 av. J.-C.)
- Rome (390 av. J.-C.)
- Rivière Anio (367 av. J.-C.)
- autariates (310 av. J.-C.)
- Clusium (295 av. J.-C.)
- Sentinum (295 av. J.-C.)
- Arretium (284 ou 283 av. J.-C.)
- Vadimon (283 av. J.-C.)
- Macédoine (279 av. J.-C.)
- Fiesole (225 av. J.-C.)
- Télamon (225 av. J.-C.)
- Clastidium (222 av. J.-C.)
- Crémone (200 av. J.-C.)
- Placentia (en) (194 av. J.-C.)
- Mutina (en) (193 av. J.-C.)

La bataille du lac Vadimon est une bataille qui a opposé en 283 av. J.-C. la République romaine à une armée issue de la coalition entre les Gaulois Boïens et Sénons d'une part et les cités étrusques révoltées d'autre part, sur les rives du lac Vadimon (Vadimonis lacus, situé dans un bras du Tibre au nord d'Orte). Les Romains, commandés par le consul Publius Cornelius Dolabella, ont remporté une victoire décisive sur leurs adversaires. Cette bataille a marqué la fin des raids gaulois en Italie centrale pendant près d'un demi-siècle et s'inscrit dans la conquête romaine de l'Étrurie.

## Contexte
Les Samnites mettent fin à la guerre contre Rome en demandant la paix quelques années auparavant, en 290 av. J.-C. Si en apparence les Romains acceptent de renouveler les conditions du traité de 354 av. J.-C., dans les faits les Samnites se soumettent à Rome à qui ils doivent dorénavant fournir des troupes et à qui ils cèdent des territoires entre le fleuve Vulturnus et la rivière Liris. Durant cette guerre, Rome a dû faire face à de nouvelles coalitions formées par ses voisins territoriaux qui s'inquiètent de la politique expansionniste romaine. Ainsi, les Samnites ont bénéficié du soutien d'autres peuples italiques tels que les Étrusques et les Ombriens, et de peuples gaulois, principalement les Sénons et les Boïens, qui fournissent des mercenaires peut-être payés avec l'or étrusque.
En 284 av. J.-C., les Sénons traversent les Apennins et assiègent Arretium au nord-est de l'Étrurie, une ville restée fidèle à Rome. Le consul Lucius Caecilius Metellus Denter est envoyé sur place pour négocier avec les Gaulois. Les négociations échouent et l'année suivante, en 283 av. J.-C., l'armée romaine subit une défaite sévère devant Arretium durant laquelle Lucius Caecilius est tué,. Selon Polybe, il est remplacé par Manius Curius Dentatus qui entame de nouvelles négociations avec les Sénons tandis qu'un des consuls en exercice, Publius Cornelius Dolabella, prépare son armée pour gagner l'Étrurie. Les Sénons finissent par mettre un terme aux négociations et exécutent les legati romains.
La nouvelle de la défaite romaine devant Arretium provoque un dernier sursaut étrusque pour empêcher la conquête de l'Étrurie et les cités alentour se soulèvent contre la domination romaine. Les Étrusques ne sont pas les seuls à tenter de profiter de la faiblesse temporaire de Rome et sont suivis par les Samnites et les Lucaniens. Manius Curius Dentatus quitte l'Étrurie pour tenter de les contenir.

## Bataille

### Début de la campagne de Dolabella
À la nouvelle de la mort des legati, Dolabella interrompt les opérations militaires contre les Étrusques et marche contre les Sénons. On ne sait pas précisément quel rôle joue à ce moment son collègue au consulat Cnaeus Domitius Calvinus. Il semble être resté à Rome pour préparer la défense, les Sénons ayant pu progresser vers le sud depuis Arretium après leur victoire. La situation a pu en effet rappeler aux Romains les conséquences de la bataille de l'Allia en 390 av. J.-C. et ces derniers craignent une nouvelle invasion gauloise. Dolabella défait les Sénons lors d'une bataille rangée, se dirige ensuite vers l'ager gallicus et expulse les Sénons de leurs terres. Selon Polybe, les Boïens, inquiétés par l'expédition romaine en terre gauloise et par le châtiment subi par les Sénons, auraient décidé de se joindre aux cités étrusques révoltées pour former une coalition contre Rome,.

### Bataille contre la coalition étrusco-gauloise
L'armée coalisée, composée d'éléments étrusques, boïens et de mercenaires Sénons, avance en territoire romain jusqu'au lac Vadimon, situé seulement à 70 kilomètres de Rome. Elle est arrêtée par le consul Dolabella qui la contraint à engager une bataille rangée. Les Romains remportent une victoire décisive sur l'armée coalisée qui se sépare en plusieurs groupes. Le deuxième consul Calvinus se déplace en Étrurie et défait à son tour une armée de Gaulois sénons, probablement des fuyards regroupés après leur défaite près du lac Vadimon. Il est ainsi possible que les deux consuls aient célébré un triomphe chacun pour leurs victoires.

## Les conséquences
L'année suivante, en 282 av. J.-C., le consul Quintus Æmilius Papus défait une dernière armée coalisée d'Étrusques et de Boïens, peut-être les vestiges de l'armée défaite à Vadimon. Les Gaulois sont repoussés au-delà des Apennins et les Romains prennent pied sur leurs terres en fondant la colonie de Sena Gallica. La pacification de l'Étrurie nécessite encore plusieurs années de campagnes mais s'achève vers 280 av. J.-C. avec la soumission des dernières poches de résistance autour des cités de Vulci et de Volsinies. La paix en Étrurie permet aux Romains de tourner toute leur attention vers le sud de l'Italie où Pyrrhus a débarqué, répondant à l'appel des cités de Grande-Grèce menées par Tarente.